# Sărvăzel
Sărvăzel – wieś w Rumunii, w okręgu Satu Mare, w gminie Pir. W 2011 roku liczyła 138 mieszkańców. 